# Siete Iglesias de Trabancos
Siete Iglesias de Trabancos is een gemeente in de Spaanse provincie Valladolid in de regio Castilië en León met een oppervlakte van 61,29 km². Siete Iglesias de Trabancos telt 474 inwoners (1 januari 2016).

## Demografische ontwikkeling
Bron: INE, 1857-2011: volkstellingen